# Tao Jiaying
Tao Jiaying (chinesisch 陶嘉瑩 / 陶嘉莹, Pinyin Táo Jiāyíng; * 15. April 1993) ist eine chinesische Shorttrackerin.

## Werdegang
Tao trat international erstmals im Dezember 2013 bei der Winter-Universiade 2013 in Trentino in Erscheinung. Dort gewann sie über 1000 m die Bronzemedaille und über 1500 m die Goldmedaille. Zu Beginn der Saison 2014/15 debütierte sie in Salt Lake City im Weltcup und belegte dabei den achten Rang über 1000 m und den sechsten Platz über 1500 m. Mit der Staffel erreichte sie dort den zweiten Platz. Im weiteren Saisonverlauf erreichte sie einmal den dritten Rang über 1500 m und einmal den zweiten Platz über 3000 m. Zum Saisonende holte sie in Erzurum zusammen mit der Staffel über 3000 m ihren ersten Weltcupsieg. Bei den Weltmeisterschaften 2015 in Moskau holte sie mit der Staffel über 3000 m die Silbermedaille. Die Saison beendete sie auf dem fünften Rang im Weltcup über 1500 m. Nach Platz drei über 1500 m zu Beginn der Saison 2015/16 in Montreal, belegte sie in Toronto und in Nagoya jeweils den zweiten Platz mit der Staffel, in Shanghai den zweiten Rang über 1500 m und in Dresden den zweiten Platz über 1000 m. Bei der letzten Weltcupstation in Dordrecht wurde sie Dritte über 1000 m und erreichte zum Saisonende den fünften Platz im Weltcup über 1000 m. Bei den Weltmeisterschaften 2016 in Seoul kam sie auf den vierten Platz mit der Staffel.

## Persönliche Bestzeiten
- 500 m      44,014 s (aufgestellt am 5. März 2016 in Turin)
- 1000 m    1:30,862 min (aufgestellt am 20. Dezember 2013 in Trentino)
- 1500 m    2:26,119 min (aufgestellt am 8. November 2014 in Salt Lake City)
- 3000 m    5:46,781 min (aufgestellt am 20. Dezember 2014 in Seoul)